# Geomys
Geomys és un gènere de mamífers rosegadors de la família Geomyidae. Són propis de Nord-amèrica, la seva àrea de distribució comprèn des del sud del Canadà fins a Mèxic.

## Descripció
Les espècies d'aquest gènere tenen una llargada de cap a gropa d'entre 13 i 24 centímetres i una longitud de la cua d'entre 5 i 13 centímetres. El seu pes varia entre 300 i 450 grams. El color del pelatge a la part posterior varia entre el marró clar i el negre, sent generalment més clar a la part interior. Tenen potes poderoses amb urpes que els permeten cavar i enterrar-se.

## Ecologia
Els sistemes de túnels que caven les espècies d'aquest gènere poden mesurar fins a 30 metres i estan formats per llargs passadissos excavats a entre 10 i 20 centímetres de la superfície del terra, encara que rares vegades aprofundeixen fins a un metre. A cada cau hi ha com a mínim una càmera, que s'omple amb parts de plantes. A diferència d'altres rosegadors, aquestes espècie no hivernen.
S'alimenten principalment d'arrels i tubercles i, de vegades, de parts de plantes verdes. Les necessitats de líquids són satisfetes gairebé exclusivament a través dels aliments que ingereixen.
Fora de la temporada de cria cada individu viu en solitari. Depenent de l'àrea de distribució l'aparellament té lloc entre el març i el maig o una mica més tard. En algunes regions, les femelles tenen dues ventrades per any. El període de gestació encara no està completament clar, ja que hi estimacions que varien entre els 18 i els 52 dies. La mitjana de cries per ventrada és de 3 o 4, encara que el nombre pot variar entre 1 i 8 cries. Les cries són cegues al néixer i obren els ulls després d'unes tres setmanes. Una o dues setmanes més tard són deslletades i entre els quatre i sis mesos després del naixement, les cries assoleixen la maduresa sexual. En captivitat les espècies d'aquest gènere poden viure poc més de set anys.

## Taxonomia
Se n'han descrit les següents espècies:
- Geomys arenarius
- Geomys attwateri
- Geomys breviceps
- Gòfer petit (G. bursarius)
- Geomys jugossicularis
- Geomys knoxjonesi
- Gòfer groguenc (G. lutescens)
- Geomys personatus
- Gòfer dels pins (G. pinetis)
- Geomys texensis
- Geomys tropicalis

## Estat de conservació
Alguns agricultors els consideren animals nocius pels cultius de patates i altres hortalisses d'arrel. D'altra banda, aquests rosegadors contribueixen a la formació d'un sòl ric en aliments.
Les diferents espècies reaccionen de manera diferent als canvis en el seu entorn. La UICN ha catalogat, dins la seva Llista Vermella, Geomys tropicalis com a espècie en perill crític i Geomys arenarius com a espècie gairebé amenaçada. Les altres espècies es consideren en risc mínim.